# Чили на зимних Олимпийских играх 1976
Чили принимала участие в Зимних Олимпийских играх 1976 года в Инсбруке (Австрия) в седьмой раз за свою историю, но не завоевала ни одной медали.

## Состав сборной
Чили представляли пятеро спортсменов, все — мужчины-горнолыжники. Младшим участником сборной был 17-летний Фернандо Ройттер, старшим — 24-летний Фредерико Гарсиа
.

## Результаты
Лучшим результатом сборной стало 33 место Хосе Луиса Койфмана в слаломе.